# رونالد جونز (لاعب كرة قدم أمريكية أمريكي)
رونالد جونز (بالإنجليزية: Ronald Jones II)‏ هو لاعب كرة قدم أمريكية أمريكي، ولد في 3 أغسطس 1997 في ماككيني في الولايات المتحدة.

## وصلات خارجية
- رونالد جونز الثاني على موقع إي إس بي إن.كوم (أن.أف.أل)3
- رونالد جونز الثاني على موقع مرجع كرة القدم المحترفة.كوم (الإنجليزية)
- رونالد جونز الثاني على موقع كلية كرة القدم في سبورتس رفرنس.كوم (الإنجليزية)